# Schillerhain
Der Schillerhain ist ein Stadtteil von Kirchheimbolanden in Rheinland-Pfalz.

## Lage
Der Schillerhain liegt westlich des Zentrums von Kirchheimbolanden auf einer etwa 80 m höher liegenden Anhöhe.

## Geschichte
Seit dem Mittelalter war der Schillerhain als Wartberg bekannt, da auf ihm der heute noch existierende Wartturm erbaut wurde, der eine Ergänzung zur Stadtbefestigung bildete.
Bis Mitte des 19. Jahrhunderts war der Schillerhain eine öde Anhöhe im Westen von Kirchheimbolanden, auch Geißberg genannt, der als Ziegenweide und zum Sandsteinabbau genutzt wurde.

## Die Parkanlage

### Entstehung
Anlässlich des 100. Geburtstages von Friedrich von Schiller im Jahre 1859 wurden in ganz Deutschland zu Ehren des freiheitsdenkenden Dichters Schillerfeiern abgehalten. Auch in Kirchheimbolanden würdigte der Gesangsverein »Liederkranz« unter Mitwirkung des Kirchheimbolander »Donnersberger Musikvereins« und Gesangsvereinen aus Gauersheim, Morschheim und Bischheim den Dichter mit einem gemeinsamen Konzert und einer Festrede. Zur Erinnerung an dieses Fest wollte man eine Bürgerparkanlage gestalten, zumal es erst zehn Jahre her war, dass 17 Freischärler im Kampf für ein Leben in einem freien, demokratischen Land in Kirchheimbolanden ihr Leben verloren hatten.
Die Bürger gründeten einen Schillerverein um einen Ort zu schaffen, der an den Dichter und an den Freiheitskampf für Demokratie erinnern und zugleich auch eine Verschönerung der damals noch kahlen Anhöhe werden sollte. Dieser Schillerverein, später Verschönerungsverein, kaufte Ackerland und erhielt großzügige Schenkungen und Stiftungen wohlhabender Bürger, die mit Auflagen für die Stadtväter verbunden waren.

Bezüglich des Verkaufs von Äckern wurde festgehalten:
»Die Erwerbung geschieht für die Gemeinde Kirchheimbolanden, welcher fortan die Äcker gehören unter folgenden Auflagen:
a) Die Stadt Kirchheimbolanden vereinigt das ihr gehörende, an die Kaufgegenstände anstoßende Eigentum, den Wartturm inbegriffen mit den obigen Grundstücken. sich hieraus ergebende Ganze wird zu einer Anlage umgeschaffen, welche den Namen Schilleranlage zu führen hat und darf niemals zu einem anderen Zwecke benützt, noch verkauft werden.
b) Der Schillerverein zahlt den Kaufpreis ohne Beiziehung der Stadtkasse von Kirchheim, ist dagegen berechtigt die Anlage nach eigenen Plänen und Ermessen herzustellen. Zur Anlegung des Platzes und zur Restaurierung des Wartturms braucht die Stadt Kirchheim ebenfalls nichts beizutragen.
c) Die Stadt hat die Pflicht die Schilleranlage ihrem Zwecke entsprechend zu unterhalten und deren Steuern, Umlagen und sonstige Lasten zu tragen.«

Über Jahrzehnte gestaltete und erschuf der Verein unter Miteinbeziehung aller Bürger diesen Schillerpark, nach wie vor ermöglicht durch Spenden und Stiftungen. Kommerzienrat und Direktor der BASF Heinrich von Brunck erwarb 1893 die Restauration mit Nebengebäuden Wirtschaftsgarten auf dem Schillerhain und machte später seiner Stiftung an die hiesige Stadtgemeinde folgende Auflagen zu Gunsten der Allgemeinheit:
»Derselbe erwarb das Butz‘sche Anwesen auf dem Schillerhain zu einem Kaufpreis von 25.000 M, um es dem allgemeinen öffentlichen Interesse zu widmen. Dieses großartige Geschenk gibt ein beredtes Zeugnis von der edlen Denkungsweise und dem Gemeinsinne des Geschenkgebers. Die Verwaltung der Brunk‘schen Stiftung ist einem besonderen Ausschuß übertragen, welchem der jeweilige Bürgermeister als Vertreter unserer Stadt, dann die jeweiligen Vorstände des Bezirks- und Forstamtes sowie der Vorstand des Verschönerungsvereins und der Geschenkgeber oder ein Stellvertreter desselben angehören.«

### Ausstattung der Anlage

#### Bis 1900
Der Park wurde ausgestattet mit schattigen Laubgängen und Alleen, Denkmalen und Pavillons sowie einer Restauration und bot einen Blick über die Stadt und in der Ferne weiter bis zum Haardtrand, Odenwald und Taunus. Der Wartturm wurde restauriert und als Aussichtsturm ausgebaut.
1862 besserte man den Wartturm aus und versah ihn mit einer Wendeltreppe und einer Eingangstür. 1874 erfolgte die Aufstellung des Kaiser Wilhelm-Pavillons sowie die Herstellung von Wegen und der Terrasse am Geißberg, heute bekannt als »Kriegerehrenmal«. 1876 errichtete man die Veranda vor dem Wartturm, und es erfolgte die Aufstellung des Bismarck-Pavillons, auch Frühlingshäuschen genannt, am heutigen Standort des Kriegerehrenmals sowie einer gusseisernen Urne auf einer Felsengruppe zwischen den Rasenplätzen. Es wurden überall Warnungstafeln zum Schutze der Anlage angebracht und Bänke aufgestellt. Der Erfrischungs-Salon, genannt »Lindenschänke«, wurde 1877 erbaut. Dieser Salon bestand aus einer offenen Halle, Keller, des Weiteren Stallungen, Geflügelhof und Wirtschaftsgarten. 
1880 errichtete man das Schneckentürmchen und einen Springbrunnen. Die Aufstellung des Sulzbach-Pavillons erfolgte 1882. Im Jahr darauf wurde eine Spiegelkugel aufgestellt. 1886 erfolgte der Aufbau eines Spielplatzes und auf dem Weg von Dannenfels brachte man zahlreiche Wegweiser zum Schillerhain an. 1888 stellte man die »Kleopatra« auf. An dieser wenig bekleideten Figur nahm die Damenwelt Anstoß und so verschwand sie irgendwann.
Der Kriegerverein setzte 1891 zum Gedenken an den Generalfeldmarschall Graf von Moltke eine Eiche auf die Veranda des Wartturms und brachte eine Gedenktafel an der Ostseite des Turms an. Der Pavillon auf dem Schneckentürmchen wurde 1891 von den Brüdern Karl und Heinrich Giessen gestiftet. 1893 erhielt der Schillerhain eine aus Terracotta gefertigte Flora (Frühlingsgöttin). Am 17. Mai 1896 wurde die Enthüllung des Schillerdenkmals gefeiert – eine Bronzebüste aus der Bronzewarenfabrik Geislingen. Von dort kam ebenfalls die im Jahr darauf aufgestellte Büste Kaiser Wilhelms I. Das Fest entwickelte sich zu einem Frühlings- und Volksfest mit Festzug durch die Stadt zum Schillerhain, Gesang und Vorträgen sowie Konzerten. Auch 1905 fanden zum hundertjährigen Todestages von Schiller ähnliche Festlichkeiten statt.

#### Kurbetrieb
Die Lage Kirchheimbolandens am Rand der Donnersbergwälder veranlasste die Stadtverwaltung Kirchheimbolanden zu einem Luftkorort zu erheben. 1903 wählte man für den Bau eines Kurhauses den schön gelegenen Schillerhain aus. Im selben Jahr begann die BASF auf dem Schillerhain den Bau eines Erholungsheimes. Diese baulichen Maßnahmen erforderten den Bau eines Wasserturms. Am 10. Juli 1904 fand die Einweihung des städtischen Kurhauses statt. Zunächst wurde ein Gärtner und Schillerhainwärter angestellt, später übernahmen die Arbeiten um das Kurhaus die Gärtnereien Mertz und Schitters. In den Sommermonaten gastierten im Musikpavillon Musikkapellen, in den 1920er Jahren wurden an Sonntagen Kurkonzerte abgehalten. 
Das Kurhaus wurde zunächst mehrfach verpachtet. Auch in den 1920er Jahren richtete man eine kleine Jugendherberge in den ehemaligen Wirtschaftsräumen gegenüber dem Kurhaus ein. Die 1926–1928 stattgefundenen Gehannstage fanden auf dem Schillerhain ihren Abschluss. Durch eine Stiftung von Frau Geheimrat Dr. Michel konnte u. a. die Anlage des Rosengartens auf dem ehemaligen Tennisplatz vorgenommen werden. 
Während des Zweiten Weltkrieges 1943 mussten die Schillerbüste, die Büste Kaiser Wilhelm I. sowie drei Gedenktafeln, die am Wartturm angebracht waren (Friedrich III., Bismarck und Moltke) wegen ihres Kupfergehalts abgegeben werden. Nach dem Krieg diente das Kurhaus vorübergehend als Quartier von alliierten Truppen, anschließend war hier die Katholische Lehrerakademie Landau untergebracht, ab 1949 dann die Landesfeuerwehrschule Rheinland-Pfalz. 1951 wurde eine neue Schiller-Statue aus Sandstein aufgestellt. Diese stammt aus der Werkstatt des Bildhauers Richard Menges aus Kaiserslautern.

#### Der Park heute
Trotz Vernachlässigung der Pflege in den letzten Jahren, ist die Struktur der noch vorhandenen Parkanlage in ihrer ursprünglichen Form, Wegführung und Gestaltung noch gut erkennbar. Außer dem Schneckentürmchen und dem Schillerdenkmal von 1951 sind keine der ursprünglichen Tempel, Pavillons oder Denkmale mehr vorhanden. Das Areal mit Kurhaus und Salon wurde 1960 verkauft und zu einem Hotel umfunktioniert. Die Restauration – die historische »Lindenschänke« mit Biergarten und Wirtschaftsgebäude wurde Anfang 2016 zugunsten eines großen Hotelanbaus an das ursprüngliche Kurhaus und für Parkplätze abgerissen.

## Türme

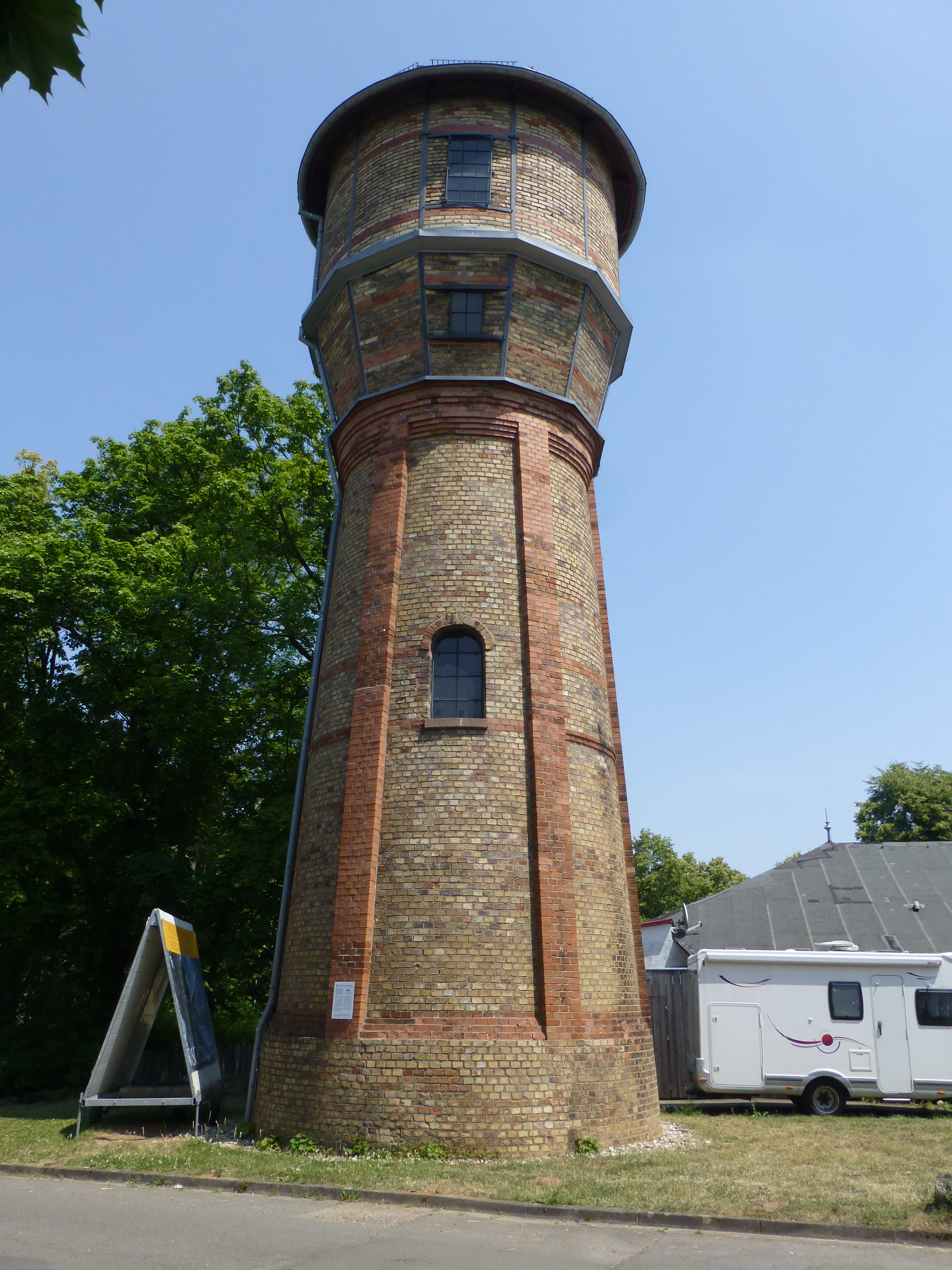
Der Wasserturm

In Schillerhain stehen unweit voneinander mit dem Wartturm, dem Schneckentürmchen und dem Wasserturm drei denkmalgeschützte Türme; die beiden erstgenannten bieten einen guten Überblick auf die Umgebung.

## Weitere Einrichtungen
Auf dem Schillerhain befindet sich weiterhin die Villa Michel, das Heilpädagogium Schillerhain, das Rehabilitationszentrum am Donnersberg der Evangelischen Heimstiftung Pfalz, zur Freizeitgestaltung das 1965 erstellte Jakob-Enders-Stadion mit Parkplatz sowie ein Skatepark und ein Beachvolleyballfeld. Am Sportplatz befindet sich auch ein Restaurant mit Biergarten, südöstlich außerdem noch einige Wohnhäuser.